# Langenberg (Rothaargebirge)

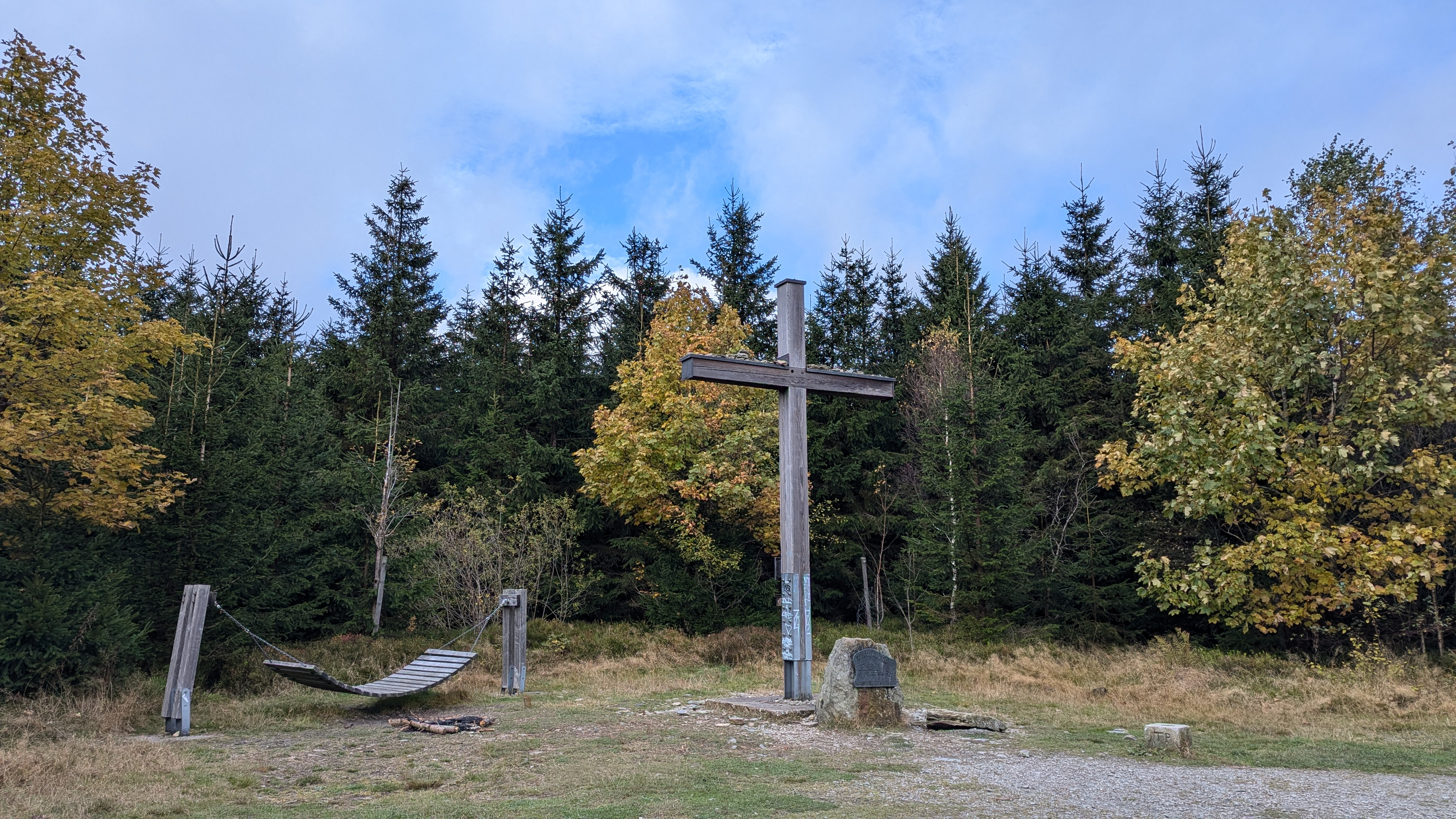
Gipfelkreuz, errichtet 2010

Der Langenberg ist mit 843,5 m ü. NHN der höchste Berg im Rothaargebirge, in Nordrhein-Westfalen und im Nordwestteil von Deutschland. Er liegt auf dem Stadtgebiet von Olsberg im Hochsauerlandkreis.

## Geographie

### Lage
Der Langenberg befindet sich auf der Grenze von Westfalen zu Nordhessen an der Nahtlinie von Hochsauerland und Upland mit dem hessischen Naturpark Diemelsee auf östlicher Seite, zwischen Bruchhausen (Olsberg) im Nordnordwesten, Willingen mit der Ortslage Hoppern im Nordosten und dem Winterberger Ortsteil Niedersfeld im Südwesten. Sein Gipfel liegt laut Deutscher Grundkarte in Westfalen in der Gemarkung Bruchhausen etwa 10 m südwestlich der hessischen Landesgrenze.
Auf der Südwestflanke des Langenbergs entspringt der Ruhr-Zufluss Burbecke und auf seiner Nordflanke der Gierskoppbach-Zufluss Raken. Östlich wird der Berg in Süd-Nord-Richtung vom Oberlauf der Hoppecke passiert, in die in dieser Gegend ein kleiner aus dem südöstlich des Bergs befindlichen Tal „Der Keller“ kommender Bach mündet. Somit verläuft hier die Wasserscheide zwischen Rhein und Weser.
Nachbarberge sind – mit Höhe in Meter (m) über Normalhöhennull (NHN): Hoppernkopf (805 m) im Norden, Mittelsberg (801 m; jenseits der Hoppecke) im Osten, Hegekopf (842,9 m; jenseits der Hoppecke) im Ostsüdosten, Hopperkopf (832,3 m) im Südosten, Clemensberg (ca. 837 m) im Südsüdwesten und Auf dem Sternrodt (789,4 m) im Westen.

### Naturräumliche Zuordnung
Der Langenberg gehört in der naturräumlichen Haupteinheitengruppe Süderbergland (Nr. 33), in der Haupteinheit Rothaargebirge (mit Hochsauerland) (333) und in der Untereinheit Winterberger Hochland (333.5) zum Naturraum Langenberg (333.58). Die Landschaft fällt nach Südwesten bis Westen in den Naturraum Nordheller Höhen (333.57) ab, nach Nordwesten bis Norden in den Naturraum Schellhorn- und Treiswald (333.82), der zur Untereinheit Hochsauerländer Schluchtgebirge (333.8) zählt, und nach Nordosten in den Naturraum Inneres Upland (333.90), einen Teil der Untereinheit Upland (333.9).

### Berghöhe und Gipfelregion
Vor dem 842,9 m hohen Hegekopf, der 2,2 km ostsüdöstlich gänzlich auf nordhessischem Gebiet liegt, und vor dem 841,9 m hohen Kahlen Asten, der sich 11,8 km südsüdwestlich bei Winterberg erhebt, ist der 843,2 m hohe Langenberg der höchste Berg des Rothaargebirges; der höchste im Rothaargebirge zugängliche Punkt ist mit 875 m Höhe die Aussichtsplattform des auf dem Ettelsberg (837,7 m, gelegen im hessischen Willingen) stehenden Hochheideturms.
Etwa 12 m südöstlich des in der Deutschen Grundkarte mit 843,2 m Höhe verzeichneten Berggipfels befindet sich ein Markierungsstein, an dem eine Metallplatte mit der Aufschrift „Langenberg 843 m über N.N. – höchster Berg in N R W“ angebracht ist. Zudem steht dort seit 2010 ein hölzernes Gipfelkreuz. Rund 15 m südöstlich des Gipfels und etwa 20 m südwestlich der zuvor genannten Landesgrenze liegt auf 843,1 m Höhe ein trigonometrischer Punkt des Deutschen Hauptdreiecksnetzes.
Der Langenberg ist in seiner kuppenartigen Gipfelregion, wo sich östlich eine Hochheidelandschaft ausbreitet, wenig, sonst aber überwiegend stark bewaldet.

## Schutzgebiete
Am und auf dem Langenberg befinden sich in Westfalen
- das Naturschutzgebiet Rakenbachtal (CDDA-Nr. 329585; 2001 ausgewiesen; 38 ha groß) im Norden,[6]
- das NSG Hoppecke-Quellbäche (CDDA-Nr. 389788; 2008; 17 ha) im Südosten und Süden,[7]
- das NSG Erlenbruch (CDDA-Nr. 329353; 2001; 2 ha) im Süden,[8]
- das NSG Burbecketal (CDDA-Nr. 389690; 2008; 10 ha) im Südwesten[9] und
- das NSG Medebachtal und Quellgebiet (CDDA-Nr. 329517; 2001; 50 ha) im Nordwesten.[10]

Auch auf westfälischer Seite liegen
- das Landschaftsschutzgebiet Olsberg (CDDA-Nr. 345105; 2004; 79,52 km²) und, südlich davon,
- das LSG Teilgebiet der Stadt Winterberg (CDDA-Nr. 325127; 1994; 75,32 km²).

Nach Osten fällt die Landschaft in das hessische Fauna-Flora-Habitat-Gebiet Ettelsberg mit Ruthenaar- und Hoppecketal bei Willingen (FFH-Nr. 4717-350; 1,16 km²) und nach Südwesten in das westfälische FFH-Gebiet Schluchtwälder nördlich Niedersfeld (FFH-Nr. 4717-303; 1,8 km²) ab.

## Verkehrsanbindung und Wandern
Durch das westlich des Langenbergs liegende Ruhrtal verläuft im Abschnitt Niedersfeld–Wiemeringhausen die Bundesstraße 480 und durch das östlich gelegene Willingen in den Tälern der Hoppecke und Itter die Bundesstraße 251. Auf den Berg führen keine Straßen. Am nächsten heran verlaufen von den vorgenannten Bundesstraßen abzweigende Wohngebietsstraßen in Niedersfeld und Hoppern.
Südlich des Berges liegen die Wegekreuzungen „Oberer Burbecker Platz“ und „Unterer Burbecker Platz“. Wenige Meter östlich vorbei am Gipfel verlaufen − einen historischen Grenzstein passierend − in Nord-Süd-Richtung im Rahmen eines gemeinsamen Abschnitts der Rothaarsteig und der Uplandsteig. Über die zwei vorgenannten Wegekreuzungen führt die Winterberger Hochtour. Durch das östlich gelegene Hoppecketal verläuft der Europäische Fernwanderweg E1.

## Fotos

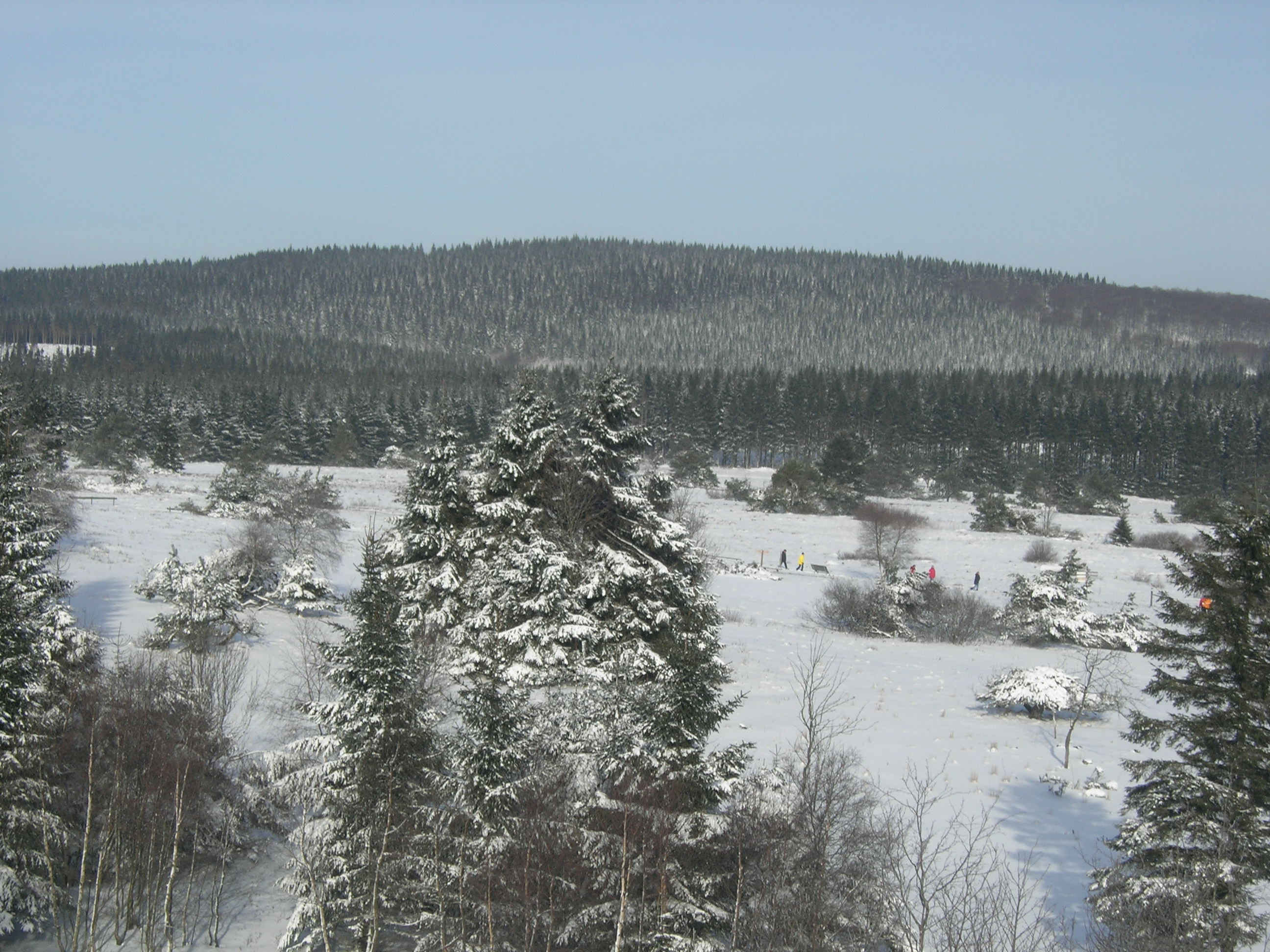
Ansicht von Süden Clemensberg
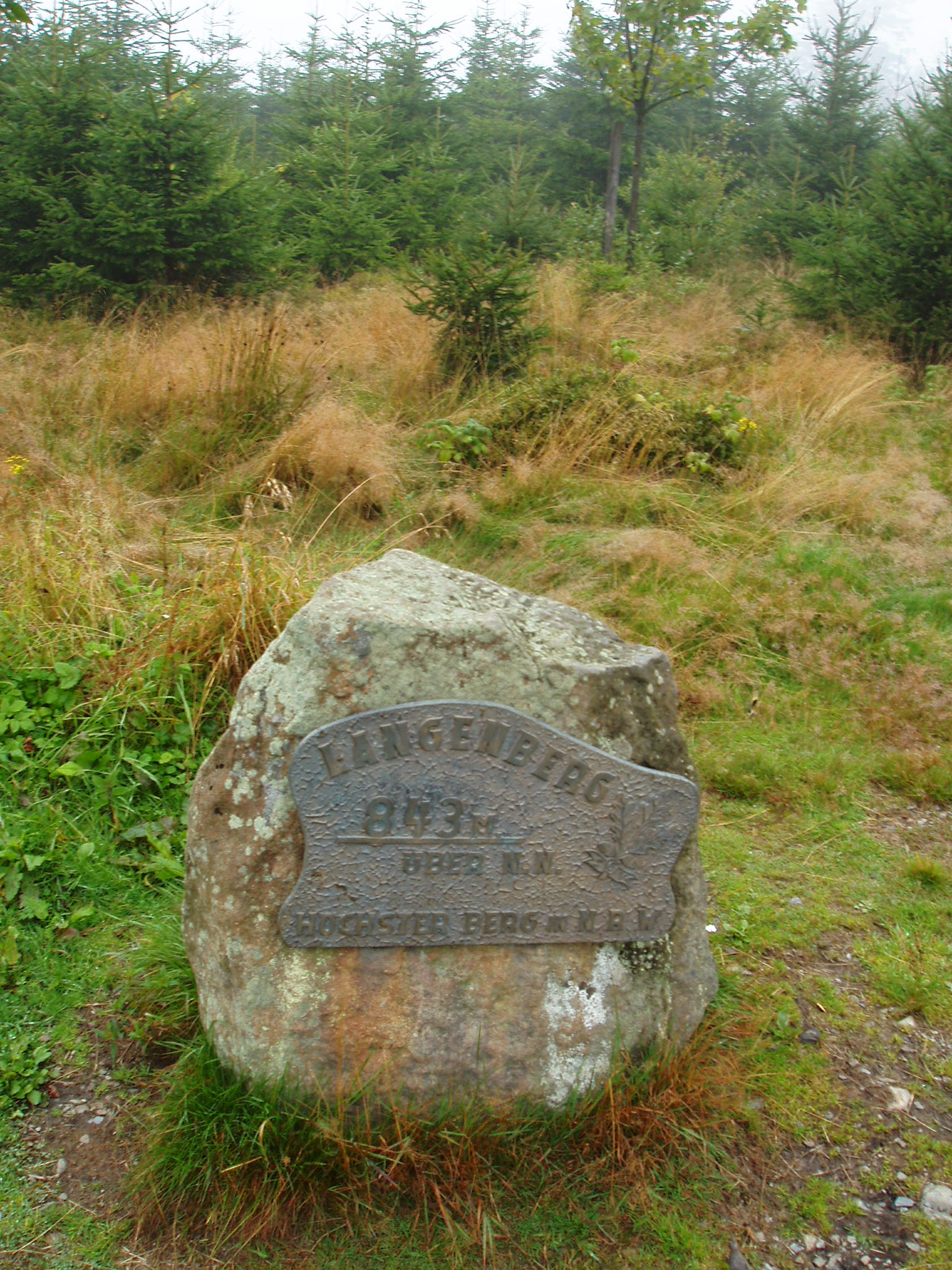
Markierungsstein am Gipfel im Sommer …
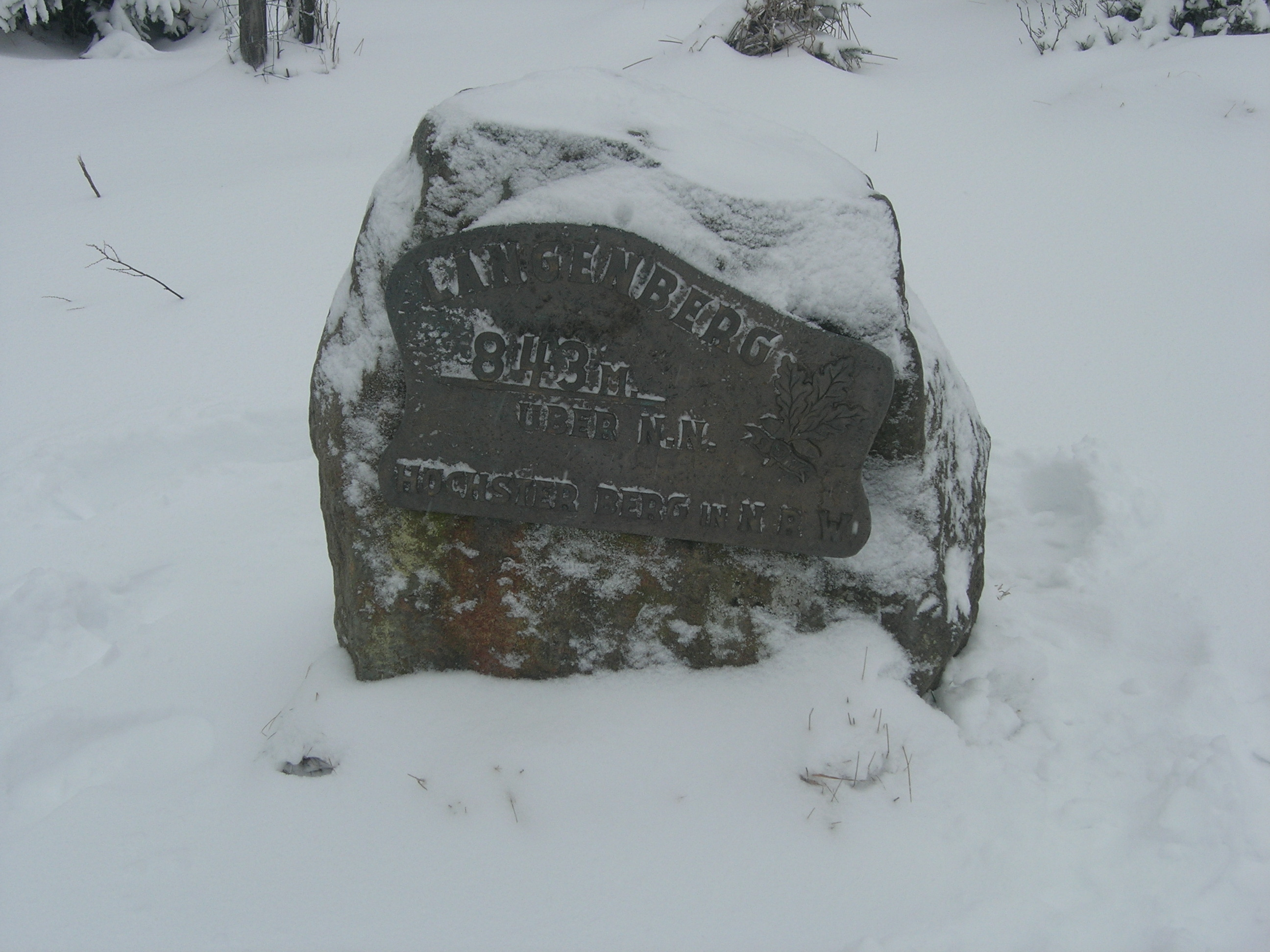
… und im Winter